# Marcílio Lima
Marcílio de Oliveira Lima (Campo Grande, 15 de maio de 1915 - Campo Grande, 20 de julho de 1988) é um médico e político brasileiro que foi deputado federal por Mato Grosso.

## Biografia
Filho de Antônio de Oliveira Lima e de Ovídia Maria de Lima. Médico formado pela Universidade Federal do Rio de Janeiro trabalhou no Serviço de Saúde de Mato Grosso e no Centro de Saúde do estado. Diretor deste último foi eleito vereador em 1950 e prefeito Campo Grande em 1954 e de novo vereador em 1958. Eleito deputado federal pela ARENA de Mato Grosso em 1966 e 1970 ficou como suplente em 1974 e não disputou mais eleições. Acabou nomeado Conselheiro do Tribunal de Contas de Mato Grosso.